# داريل إيفانز
داريل إيفانز هو لاعب هوكي الجليد كندي، ولد في 12 يناير 1961 في تورونتو في كندا.

## وصلات خارجية
- داريل إيفانز على موقع دوري الهوكي الوطني (الإنجليزية)
- داريل إيفانز على موقع قاعة مشاهير الهوكي (لاعب أن.إتش.أل) (الإنجليزية)
- داريل إيفانز على موقع EliteProspects.com (الإنجليزية)
- داريل إيفانز على موقع HockeyDB.com (الإنجليزية)
- داريل إيفانز على موقع Hockey-Reference.com (الإنجليزية)